# Smaug (Gattung)
Smaug ist eine Gattung der Gürtelschweife (Cordylidae), die 2011 auf der Basis molekulargenetischer Untersuchungen aus der Gattung Cordylus ausgegliedert wurde. Sie ist nach dem Drachen Smaug aus J. R. R. Tolkiens Werk Der Hobbit benannt. Hiermit wird zum einen Tolkien geehrt, der im Oranje-Freistaat, im Kernbereich des Verbreitungsgebiets der Typusart Smaug giganteus geboren wurde. Darüber hinaus spielt der Name auf die starke Panzerung und die unterirdische Lebensweise der Gattung und des fiktiven Drachen an, dessen Name sich nach Tolkien von altgermanisch smeugen ableite, was „durch ein Loch zwängen“ bedeute. Alle Arten leben im Nordosten des südlichen Afrikas.

## Merkmale

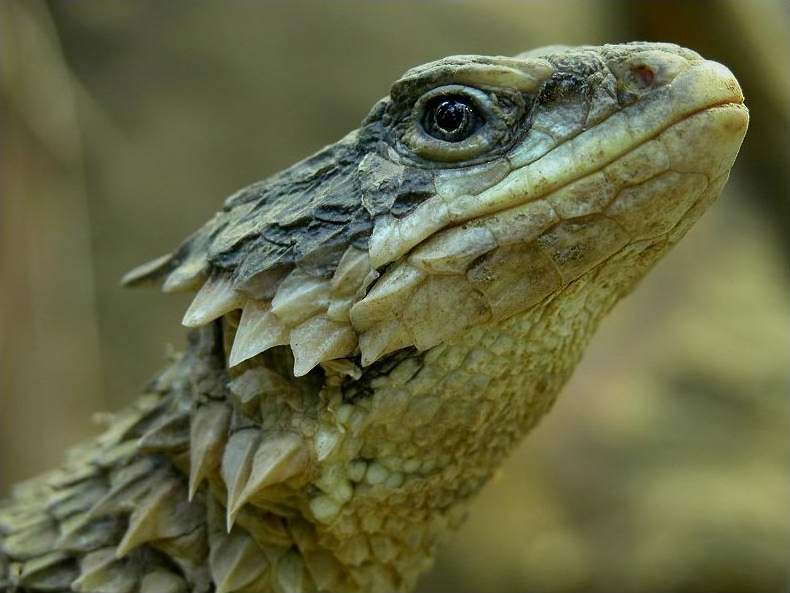
Kopf eines Riesengürtelschweif mit vergrößerten Schuppen am Hinterhaupt (Smaug giganteus)

Es handelt sich um große, kräftige Gürtelschweife mit einer Kopf-Rumpf-Länge von 11 bis 20 Zentimetern und annähernd zylindrischem Körperquerschnitt. Die Zehen der mäßig langen Beine sind nicht reduziert. Die Schuppen des Rückens und des Schwanzes sind, insbesondere am Hinterkopf, vergrößert. Die Nasenschilde berühren sich nicht, die Frontonasale hat eine breite Kontaktfläche zum Rostralschild. Osteodermen sind über den ganzen Körper verteilt. Die Zunge ist teilweise oder gänzlich pigmentiert.

## Lebensweise
Die meisten Arten der Gattung besiedeln felsiges Gebiet mit horizontalen Felsspalten, die sie als Unterschlupf verwenden. Der Riesen-Gürtelschweif ist bodenbewohnend (terrestrisch) im Grasland. Alle Arten sind vivipar mit Wurfgrößen zwischen ein und sechs Jungen.

## Systematik

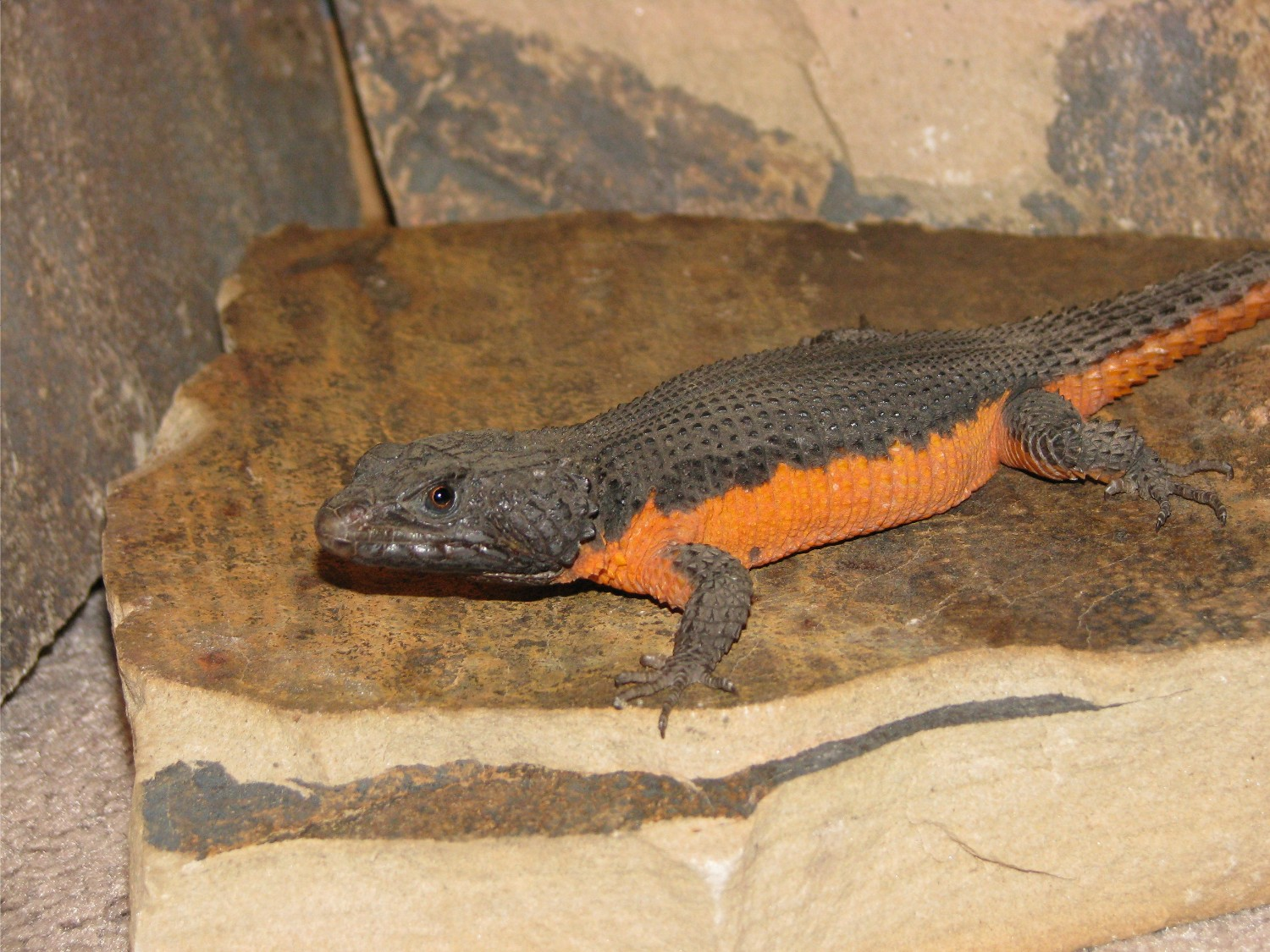
Männchen von Smaug mossambicus

Smaug ist die Schwestergruppe aller anderen Gattungen der Unterfamilie der Cordylinae und umfasst nach The Reptile Database acht Arten:
- Smaug barbertonensis (Van Dam, 1921)
- Smaug breyeri (Van Dam, 1921)
- Smaug depressus (Fitzsimons, 1930)
- Riesen-Gürtelschweif (Smaug giganteus (Smith, 1844))
- Smaug mossambicus (Fitzsimons, 1958)
- Smaug regius (Broadley, 1962)
- Smaug vandami (Fitzsimons, 1930)
- Warrens Gürtelschweif (Smaug warreni (Boulenger, 1908))